# マイケル・ゴメス
マイケル・ゴメス（Michael Gomez、1977年6月21日 - ）は、アイルランドの男性プロボクサー。ロングフォード県ロングフォード出身。元BBBofC中部フェザー級王者。元IBFインターコンチネンタルフェザー級王者。元BBBofC英国スーパーフェザー級王者。元WBOインターコンチネンタルスーパーフェザー級王者。元WBU世界スーパーフェザー級王者。元WBAインターコンチネンタルスーパーフェザー級王者。
彼はアイリッシュ・トラヴェラーのアームストロング家の家族の一員としてアイルランドのロングフォード県ロングフォードで生まれ、ダブリンで過ごし、9歳の時に家族と共にマンチェスターへ移った。
1995年にプロボクサーとしてデビューしてからは、2000年にBBBofCからロンズデールベルトを贈呈されたり、2003年にはアレックス・アーサーを破るなど、BBBofC英国スーパーフェザー級王者として大きな功績を残した。

## 人物背景
マイケル・ゴメスことマイケル・アームストロングは、アイリッシュ・トラヴェラーのアームストロング家の家族の一員としてアイルランドのロングフォード県ロングフォードで生まれた。母親は、目の不自由な父親の代わりに車を運転していて街灯の柱に車を衝突させてしまったが、彼を連れて病院に働きに出ていた。マイケルは後部座席に乗せられて連れられていた。

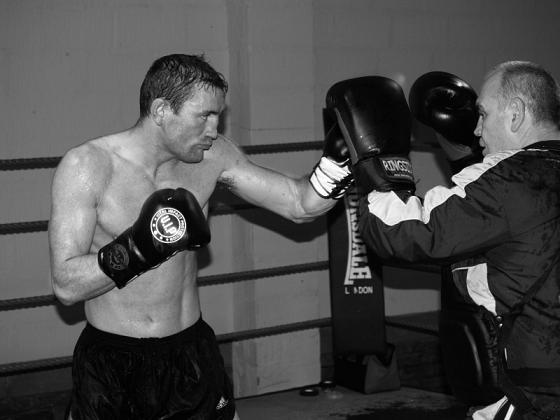
ミット打ちをしているマイケル・ゴメス

一家はダブリンに移り住んだが、父親は網膜色素変性症がかなり進行し、目が見づらくなったので、マイケルが9歳の時に一家はマンチェスターへ移った。10人兄弟だった。妹のルイーズが乳幼児突然死症候群で死んでからは、母親は別人になったかのように家族と過ごした。その後、マイケルはいろいろな孤児院に入ったり、不登校を繰り返すことに青年期を費やした。母親から子供による万引きの方法を教わるなど、マンチェスターでの少年期の大部分は軽犯罪と関わっていた。9歳の時にブライアン・ヒューズのCollyhurstやモストンボーイズクラブでボクシングのトレーニングを開始した。マンチェスター北部のローカルチームが彼が支払えないほどの罰金を科すまでは、サッカーもしていた。ボクシングに集中するためにサッカーをやめた。彼が孤児院で過ごしてる時に残った仲間で、のちに妻となるアリソンとの出会いもあった。キャリア初期の17歳のときだった。

## 戦歴
- 1995年6月10日、デビュー戦となるマンチェスターでの6回戦で判定勝ちを収めた。
- 1999年2月27日、空位のBBBofC中部フェザー級王座を獲得した。
- 1999年5月29日、IBFインターコンチネンタルフェザー級王座を獲得した。
- 1999年9月4日、空位のBBBofC英国スーパーフェザー級王座を獲得した。
- 1999年11月6日、WBOインターコンチネンタルスーパーフェザー級王座を獲得した。
- 2000年2月29日にBBBofC英国王座の初防衛に成功した。
- 2000年7月8日にBBBofC英国王座の2度目の防衛に成功した。
- 2000年12月11日にはBBBofC英国王座の3度目の防衛に成功した[1]。
- 2001年2月10日にラズロ・ボグナーと対戦して9回1分TKO負けを喫し、WBOインターコンチネンタル王座2度目の防衛に失敗し、王座から陥落した。
- 2001年7月7日にラズロ・ボグナーと再戦し、3回1分TKO勝ちを収め、王座に返り咲いた。
- 2001年10月27日、BBBofC英国王座の4度目の防衛に成功。その後王座を返上した。
- 2002年6月1日、WBU世界スーパーフェザー級王座決定戦をケビン・レアと行い、ゴメスの8回終了時棄権で王座獲得に失敗した。
- 2003年10月25日、アレックス・アーサーの持つBBBofC英国スーパーフェザー級王座並びにWBAインターコンチネンタルスーパーフェザー級王座を懸け対戦し、5回2分58秒TKO勝ちを収めBBBofC英国王座への返り咲きに成功、WBAインターコンチネンタル王座の獲得に成功した[2]。
- 2004年4月3日、WBU世界スーパーフェザー級決定戦を制して王座獲得に成功した。
- 2005年2月11日、ハビエル・オズワルド・アルバレスに6回2分25秒TKO負けを喫し、WBU王座の3度目の防衛に失敗、王座から陥落した。
- 2006年1月28日、アイルランドライト級王者ピーター・マクドナーと対戦し、6回2分4秒TKO負けを喫して王座獲得に失敗した。
- 2007年10月19日、BBBofC英国スーパーフェザ級王者カール・ヨハンセンと対戦し、6回2分50秒TKO負けを喫して王座返り咲きに失敗した。
- 2008年6月21日、コモンウェルスイギリス連邦ライト級王者アミール・カーンに5回2分33秒TKO負けを喫して王座獲得に失敗した[3]。
- 2009年3月27日、コモンウェルスイギリス連邦スーパーフェザー級王者リッキー・バーンズに7回47秒TKO負けを喫して王座獲得に失敗した[4]。

## 獲得タイトル
- 王座
  - BBBofC中部フェザー級王座
  - IBFインターコンチネンタルフェザー級王座
  - BBBofC英国スーパーフェザー級王座
  - WBOインターコンチネンタルスーパーフェザー級王座
  - WBU世界スーパーフェザー級王座
  - WBAインターコンチネンタルスーパーフェザー級王座
- 表彰
  - ロンズデールベルト